# ケント・コンラッド
ケント・コンラッド（英語: Kent Conrad、1948年3月12日 - ）は、アメリカ合衆国の政治家である。

## 経歴
税務のエキスパートとして活躍。ノースダコタ州税務長官を歴任した後、1987年より26年間民主党の連邦上院議員を務めた。長年上院予算委員会に属し、民主党が多数派のときには常に同委員会の議長を務めてきた。2013年に引退。

## 参照
1. ↑  Kent Conrad on the issues